# NBA 1970/71
NBA 1970/71 was het 25e seizoen van de NBA. Het begon op 13 oktober 1970 en eindigde op 30 april 1971, toen Milwaukee Bucks de vierde wedstrijd van de NBA Finale met 118-106 won en daarmee op 4-0 kwam in de serie tegen verliezend finalist Baltimore Bullets. Kareem Abdul-Jabbar (toen nog onder zijn geboortenaam Lew Alcindor) van Milwaukee werd verkozen tot zowel NBA Most Valuable Player als NBA Finals Most Valuable Player.
Milwaukee Bucks werd in 1970/71 voor het eerst in haar (toen driejarige) bestaan NBA-kampioen. Sterspeler Alcindor (Abdul-Jabbar) won dat jaar zijn eerste van in totaal zes NBA-titels, waarvan dit de enige was met de Bucks. Ook werd hij voor het eerst (van in totaal zes keer) verkozen tot MVP en voor het eerst (van twee keer) tot Finals MVP.
De NBA breidde in 1970/71 uit van veertien naar zeventien teams en werd voor het eerst verdeeld in vier divisies (Atlantic Division, Central Division, Midwest Division en Pacific Division) in plaats van twee. De Warriors speelden dit seizoen voor het laatst als San Francisco Warriors. De club verhuisde voor aanvang van 1971/72 naar Oakland en doopte de clubnaam om in Golden State Warriors.

## Eindstand regulier seizoen
| Eastern Conference  | W  | V  |
| ------------------- | -- | -- |
| New York Knicks*    | 52 | 30 |
| Baltimore Bullets*  | 42 | 40 |
| Philadelphia 76ers  | 47 | 35 |
| Atlanta Hawks       | 36 | 46 |
| Boston Celtics      | 44 | 38 |
| Cincinnati Royals   | 33 | 49 |
| Buffalo Braves      | 22 | 60 |
| Cleveland Cavaliers | 15 | 67 |

| Western Conference     | W  | V  |
| ---------------------- | -- | -- |
| Milwaukee Bucks*       | 66 | 16 |
| LA Lakers*             | 48 | 34 |
| Chicago Bulls          | 51 | 31 |
| San Francisco Warriors | 41 | 41 |
| Phoenix Suns           | 48 | 34 |
| Detroit Pistons        | 45 | 37 |
| San Diego Rockets      | 40 | 42 |
| Seattle SuperSonics    | 38 | 44 |
| Portland Trail Blazers | 29 | 53 |

*Winnaars van de vier divisies

## Playoffs
|  | Conference Halve Finale | Conference Halve Finale |                   |   | Conference Finale | Conference Finale |  |  | NBA Finale | NBA Finale |
|  |                         |                         |                   |   |                   |                   |  |  |            |            |
|  |                         |                         |                   |   |                   |                   |  |  |            |            |
|  |                         |                         |                   |   |                   |                   |  |  |            |            |
|  |                         |                         |                   |   |                   |                   |  |  |            |            |
|  | New York Knicks         | 4                       |                   |   |                   |                   |  |  |            |            |
|  | New York Knicks         | 4                       |                   |   |                   |                   |  |  |            |            |
|  | Atlanta Hawks           | 1                       |                   |   |                   |                   |  |  |            |            |
|  | Atlanta Hawks           | 1                       | New York Knicks   | 3 |                   |                   |  |  |            |            |
|  |                         |                         | New York Knicks   | 3 |                   |                   |  |  |            |            |
|  |                         | Baltimore Bullets       | 4                 |   |                   |                   |  |  |            |            |
|  | Baltimore Bullets       | Baltimore Bullets       | 4                 | 4 |                   |                   |  |  |            |            |
|  | Baltimore Bullets       |                         |                   | 4 |                   |                   |  |  |            |            |
|  | Philadelphia 76ers      | 3                       |                   |   |                   |                   |  |  |            |            |
|  | Philadelphia 76ers      | 3                       | Baltimore Bullets | 0 |                   |                   |  |  |            |            |
|  |                         |                         | Baltimore Bullets | 0 |                   |                   |  |  |            |            |
|  |                         | Milwaukee Bucks         | 4                 |   |                   |                   |  |  |            |            |
|  | Milwaukee Bucks         | Milwaukee Bucks         | 4                 | 4 |                   |                   |  |  |            |            |
|  | Milwaukee Bucks         |                         |                   | 4 |                   |                   |  |  |            |            |
|  | San Francisco Warriors  | 1                       |                   |   |                   |                   |  |  |            |            |
|  | San Francisco Warriors  | 1                       | Milwaukee Bucks   | 4 |                   |                   |  |  |            |            |
|  |                         |                         | Milwaukee Bucks   | 4 |                   |                   |  |  |            |            |
|  |                         | LA Lakers               | 1                 |   |                   |                   |  |  |            |            |
|  | LA Lakers               | LA Lakers               | 1                 | 4 |                   |                   |  |  |            |            |
|  | LA Lakers               |                         |                   | 4 |                   |                   |  |  |            |            |
|  | Chicago Bulls           | 3                       |                   |   |                   |                   |  |  |            |            |
|  | Chicago Bulls           | 3                       |                   |   |                   |                   |  |  |            |            |

## Beste gemiddeldes
- Meeste punten per wedstrijd: Lew Alcindor[1] (Milwaukee Bucks))
- Meeste rebounds per wedstrijd: Wilt Chamberlain (LA Lakers)
- Meeste assists per wedstrijd: Norm Van Lier (Cincinnati Royals)
- Hoogste percentage veldscores: Johnny Green (Cincinnati Royals)
- Hoogste percentage vrije worpen: Chet Walker (Chicago Bulls)

1950 · 1951 · 1952 · 1953 · 1954 · 1955 · 1956 · 1957 · 1958 · 1959 · 
1960 · 1961 · 1962 · 1963 · 1964 · 1965 · 1966 · 1967 · 1968 · 1969 · 
1970 · 1971 · 1972 · 1973 · 1974 · 1975 · 1976 · 1977 · 1978 · 1979 · 
1980 · 1981 · 1982 · 1983 · 1984 · 1985 · 1986 · 1987 · 1988 · 1989 · 
1990 · 1991 · 1992 · 1993 · 1994 · 1995 · 1996 · 1997 · 1998 · 1999 · 
2000 · 2001 · 2002 · 2003 · 2004 · 2005 · 2006 · 2007 · 2008 · 2009 · 
2010 · 2011 · 2012 · 2013 · 2014 · 2015 · 2016 · 2017 · 2018 · 2019 · 
2020 · 2021 · 2022 · 2023 · 2024